# فيكتور فون شويدلر
فيكتور فون شويدلر (بالألمانية: Viktor von Schwedler) (18 يناير 1885 - 30 أكتوبر 1954) جنرالًا في الفيرماخت في ألمانيا النازية الذي قاد فيلقًا عسكريًا ومنطقة عسكرية خلال الحرب العالمية الثانية. كما أنه تلقى وسام الفارس الصليبي الحديدي.
تم تعيين شويدلر قائدًا عامًا لل فيلق الجيش الرابع بعد قضية ام 1938. تم نقله إلى فوهررريزيرف في أكتوبر 1942. في 1 مارس 1943  عُيَّن قائدًا عامًا للمنطقة العسكرية الرابعة في دريسدن، وهو المنصب الذي شغله حتى 31 يناير 1945. ومع ذلك، كان لا يزال مسؤولاً عن الإجراءات بعد قصف دريسدن في 13 فبراير و 15 فبراير 1945.

## الجوائز والأوسمة
- وسام الفارس الصليبي الحديدي في 29 يونيو 1940 كجنرال دير إنفانتري والقائد العام لفيلق الجيش الرابع[1]

## روابط خارجية
- فيكتور فون شويدلر على موقع مونزينجر (الألمانية)

### اقتباسات
1. ↑  Scherzer 2007, p. 696.

### قائمة المراجع
بلومبرج-فريتش لع
| مناصب عسكرية    | مناصب عسكرية                | مناصب عسكرية    |
| --------------- | --------------------------- | --------------- |
| سبقه {{{سبقه}}} | {{{العنوان}}} {{{الأعوام}}} | تبعه {{{تبعه}}} |